# Marianne Dahlmo
Marianne Dahlmo (* 1. Mai 1965 in Bodø) ist eine ehemalige norwegische Skilangläuferin, die von 1984 bis 1994 aktiv war.
Bei Olympischen Spielen und Weltmeisterschaften gewann sie zwei Silbermedaillen und eine Bronzemedaille, alle mit der norwegischen Staffel. Dahlmos bestes Ergebnis in einem olympischen Einzelrennen war 1988 der achte Platz im 30-Kilometer-Lauf. Ihre besten Einzelergebnisse in einem Weltmeisterschaftsrennen waren jeweils der fünfte Platz 1987 über 10 Kilometer und 1991 über 5 Kilometer. Bei den Juniorenweltmeisterschaften 1985 in Täsch holte sie Silber über 5 km.
Im Skilanglauf-Weltcup konnte Dahlmo in den Jahren 1986 bis 1989 jeweils ein Rennen gewinnen. In der Saison 1985/86 erreichte sie in der Gesamtwertung den zweiten Platz, sie lag einen einzigen Punkt hinter der finnischen Weltcupsiegerin Marjo Matikainen. 1986/87 wurde Dahlmo Dritte der Gesamtwertung.

## Erfolge

### Olympische Winterspiele
- Olympische Winterspiele 1988 in Calgary: Silber mit der Staffel

### Weltmeisterschaften
- Nordische Skiweltmeisterschaften 1987 in Oberstdorf: Silber mit der Staffel
- Nordische Skiweltmeisterschaften 1989 in Lahti: Bronze mit der Staffel

### Norwegische Meisterschaften
- 1984: Bronze mit der Staffel
- 1985: Silber mit der Staffel
- 1986: Gold über 5 km, Gold über 20 km
- 1987: Silber über 5 km, Silber über 10 km, Bronze mit der Staffel
- 1988: Silber über 20 km, Silber mit der Staffel, Bronze über 5 km
- 1989: Silber über 10 km, Silber mit der Staffel, Bronze über 5 km, Bronze über 20 km
- 1990: Bronze über 30 km, Bronze mit der Staffel
- 1997: Bronze mit der Staffel

### Weltcupsiege im Einzel
| Nr. | Datum             | Ort                 | Disziplin                       |
| --- | ----------------- | ------------------- | ------------------------------- |
| 1.  | 15. Februar 1986  | Oberstdorf          | 20 km klassisch Individualstart |
| 2.  | 10. Dezember 1986 | Ramsau am Dachstein | 10 km Freistil Individualstart  |
| 3.  | 13. Dezember 1987 | La Clusaz           | 5 km Freistil Individualstart   |
| 4.  | 13. Januar 1989   | Klingenthal         | 10 km klassisch Individualstart |

### Weltcup-Gesamtplatzierungen
| Saison  | Platz | Punkte |
| ------- | ----- | ------ |
| 1984/85 | 19.   | 40     |
| 1985/86 | 2.    | 106    |
| 1986/87 | 3.    | 95     |
| 1987/88 | 7.    | 62     |
| 1988/89 | 7.    | 81     |
| 1989/90 | 29.   | 9      |
| 1990/91 | 29.   | 11     |
| 1991/92 | -     | -      |
| 1992/93 | 25.   | 101    |
| 1993/94 | 57.   | 8      |